# Бадия, Давид
Давид Бадия Секуйер (исп. David Badía Cequier; род. 4 сентября 1974, Гава) — испанский футболист, игравший на позиции защитника. В настоящее время он является главным тренером кипрского клуба «Этникос»

## Биография
В течение игровой карьеры выступал преимущественно в каталонских клубах, игравших в низших лигах чемпионата Испании. В 2001—2003 годах защищал цвета австрийского «Штурма» из Граца, однако за основную команду провёл всего 2 матча в Кубке Австрии. Затем вернулся в Испанию
Тренерскую карьеру начал с работы в академии «Барселоны». В 2016—2018 годах работал тренерском штабе «Антальяспора», дважды возглавляя команду, в качестве исполняющего обязанности главного тренера. Затем был тренером в «Фенербахче» и «Альмерии», после чего возглавлял ряд кипрских клубов. В марте 2023 год был назначен главным тренером польской «Лехии».